# Sonate K. 379
La sonate K. 379 (F.325/L.73) en fa majeur est une œuvre pour clavier du compositeur italien Domenico Scarlatti.

## Présentation

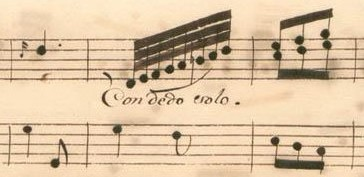
La notation, mesure 33, dans le manuscrit de Parme.

La sonate K. 379, en fa majeur, est notée simplement Minuet et battue dans un rythme plus lent à 
, comme la majorité des sonates positionnées en second dans les paires. Elle est associée à la sonate précédente dans toutes les sources. Sa lenteur semble contredire un rythme particulièrement obsédant d'anapeste, dont la forme rétrograde (longue-brève-brève) apparaît également.
La frivolité de cette sonate est soulignée par de courtes gammes montantes en glissandi qu'invente Scarlatti et notée con dedo solo sur le manuscrit. On les retrouve ensuite seulement à partir du XIXe siècle. La forme traditionnelle menuet issue de la danse, progressant par cellules de quatre mesures, n'est pas respectée. Cette caractéristique est renforcée par la notation des manuscrits de Münster et Vienne qui titrent « Minué stravagante ». Dans la seconde partie, en fa majeur, le glissando ne peut se réaliser que si le si est naturel. L'effet bitonal, compte tenu de la rapidité, ne peut être qu'aperçu.

## Manuscrits
Le manuscrit principal est le numéro 22 du volume VIII de Venise (1754), copié pour Maria Barbara ; les autres sont Parme X 22, Münster V 1a et Vienne A 1a.

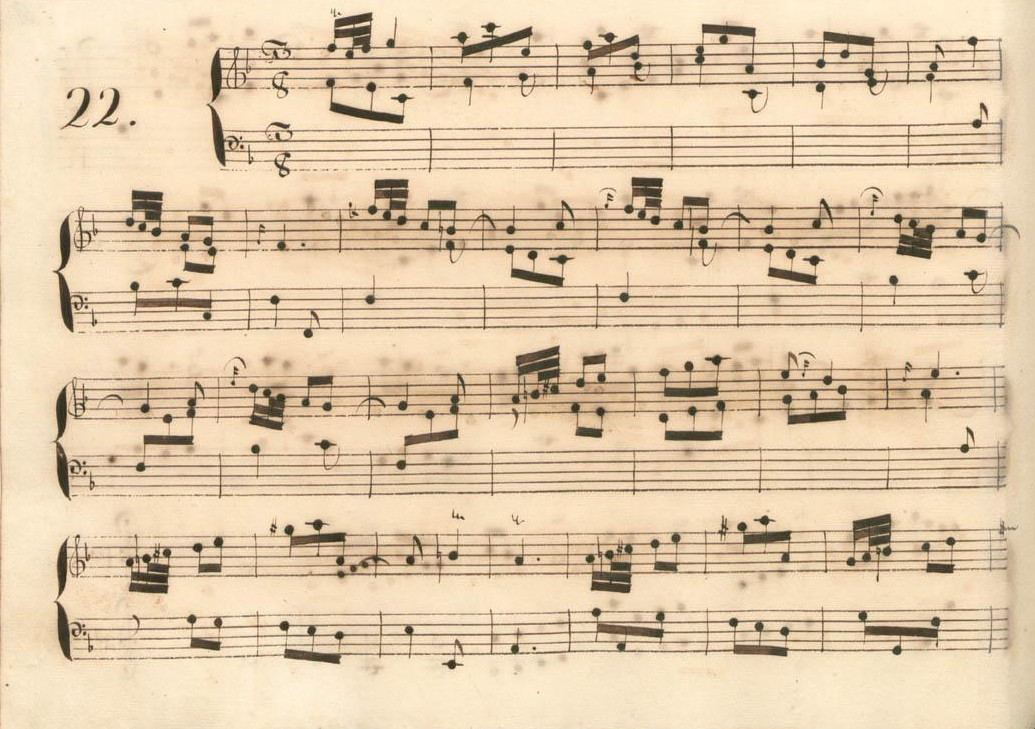
Parme X 22.
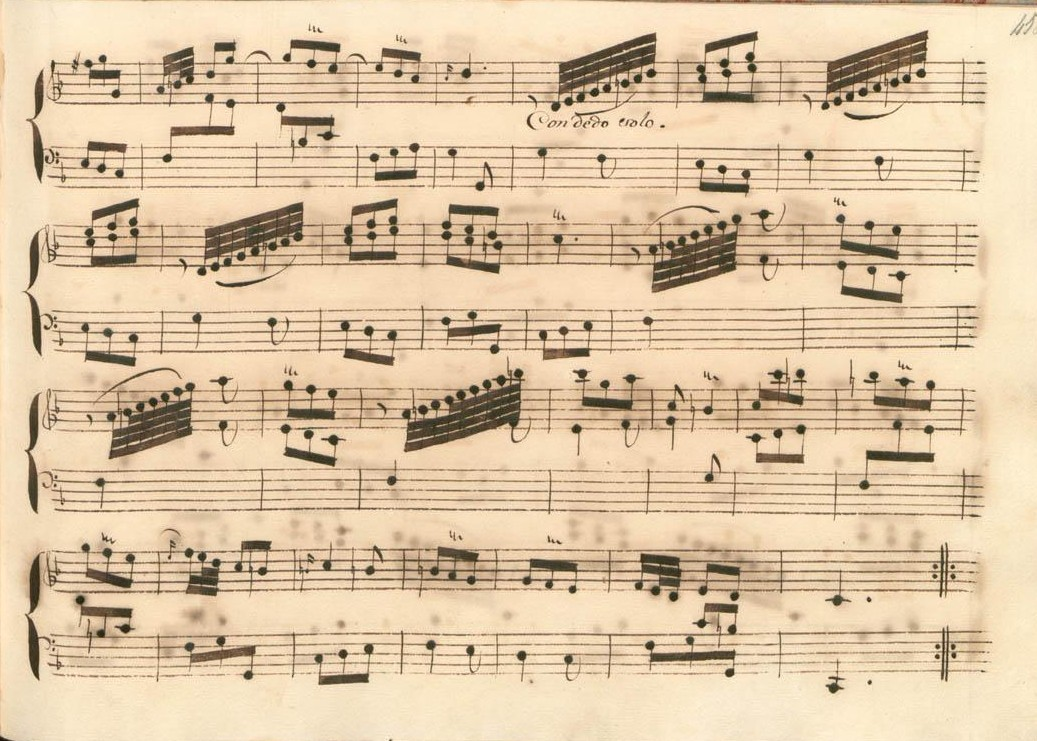
Seconde page (Parme).

## Interprètes
La sonate K. 379 est défendue au piano, notamment par Fou Ts'ong (1984, Collins-Meridian), Carlo Grante (2013, Music & Arts, vol. 4) et Artem Yasynskyy (2016, Naxos, vol. 20) ; au clavecin par Scott Ross (1985, Erato), Richard Lester (2003, Nimbus, vol. 3). Sur piano-forte : Pieter-Jan Belder (Brilliant Classics, vol. 9) et Martin Souter sur un instrument de Cristofori 1720 (2014, The Gift of Music).

## Sources
: document utilisé comme source pour la rédaction de cet article.
- Ralph Kirkpatrick (trad. de l'anglais par Dennis Collins), Domenico Scarlatti, Paris, Lattès, coll. « Musique et Musiciens », 1982 (1re éd. 1953 (en)), 493 p. (ISBN 978-2-7096-0118-4, OCLC 954954205, BNF 34689181).
- Alain de Chambure, « Domenico Scarlatti : Intégrale des sonates — Scott Ross », Erato (2564-62092-2), 1985 (OCLC 891183737) .
- (en) W. Dean Sutcliffe, The Keyboard Sonatas of Domenico Scarlatti and Eighteenth-Century Musical Style, Cambridge / New York, Cambridge University Press, 2008, xi-400 (ISBN 978-0-521-07122-2, OCLC 1005658462).
- (en) Carlo Grante, « Domenico Scarlatti, intégrale des sonates pour clavier (vol. 4) », p. 14, Music & Arts (CD-1293), 2016 (OCLC 1020680576) .